# Dieppe (Sena Marítimo)
Dieppe (en español áurico, «Diepa») es una ciudad marítima en la Costa del Alabastro. Está situada en el departamento de Sena Marítimo en la boca del río Arques en el canal de la Mancha. Frente a ella en la costa británica está la ciudad de Newhaven.
Es un puerto pesquero y marítimo muy importante. De ultramar sobre todo se suministran frutos exóticos como plátanos y piñas. Cuatro veces al día ferris a Gran Bretaña cruzan el estrecho. La travesía dura cuatro horas. En el verano, hay también un ferry rápido pequeño del tipo Seacat que hace la travesía en dos horas. 
La ciudad está a dos horas en coche de París y por eso es un destino turístico muy popular para los parisinos. La famosa fábrica de coches deportivos, Alpine, tiene su sede en Dieppe.

## Toponimia

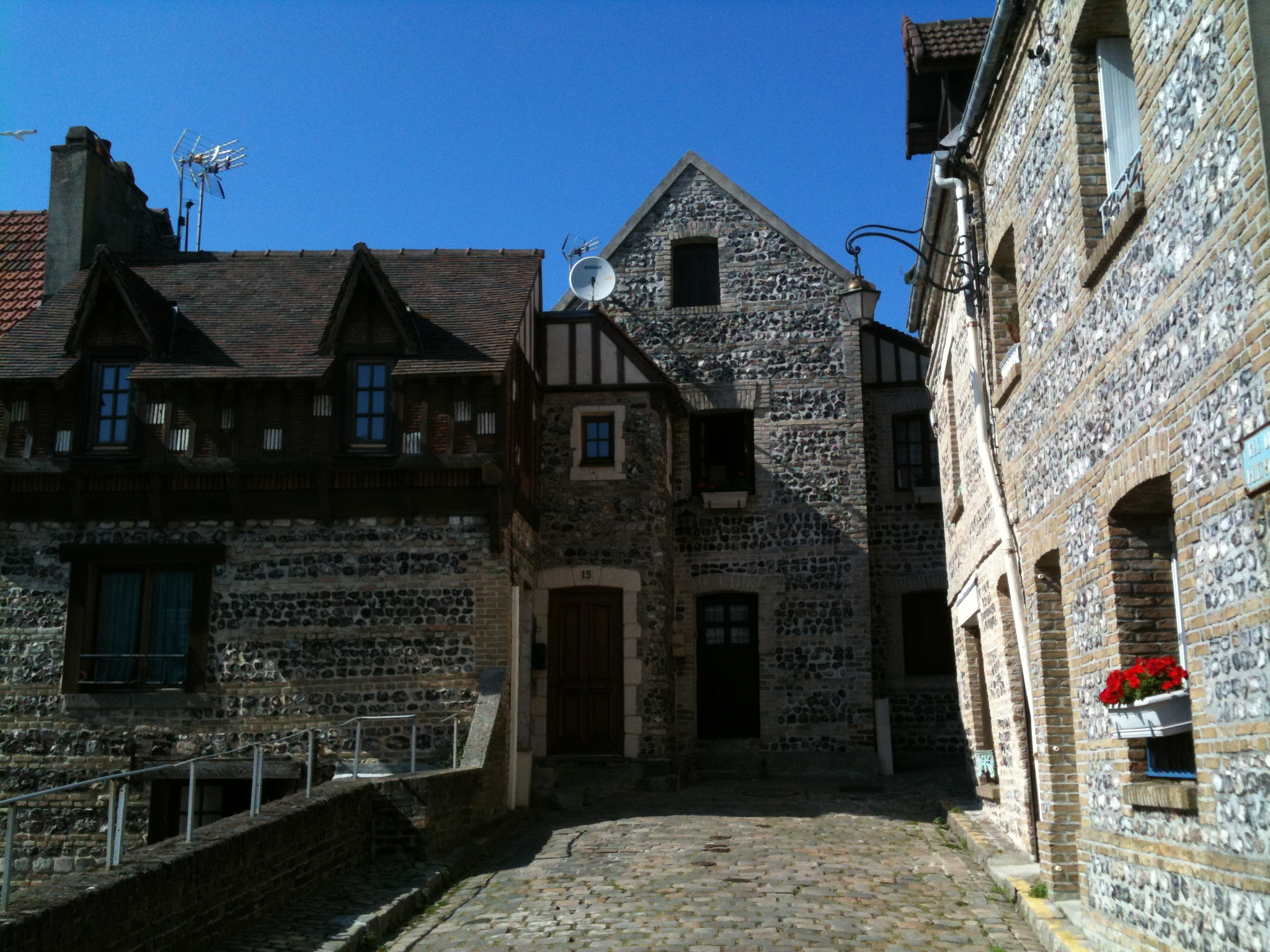
Calle "Pollet à Dieppe"

Mencionado como Deppae en 1015-1029, Dieppa en 1030, luego en el siglo XII como Deppa, Deupa y Diopa.
Del holandés diep. El mismo adjetivo puede ser reconocido en otros topónimos como Dieppedalle (por ejemplo, Saint-Vaast-Dieppedalle) y Dipdal en Normandía, que es lo mismo que Deepdale en Gran Bretaña.
La corriente que atraviesa Dieppe se llamaba Tella en documentos merovingios y carolingios, antes de llamarse Dieppe en el siglo X. El nombre se ha pegado a la ciudad, aunque el nombre de la secuencia cambió, nuevamente, a Béthune.

## Historia
Registrado primeramente como un pequeño asentamiento pesquero en 1030, Dieppe fue un importante objetivo durante la guerra de los Cien Años. Albergó la escuela francesa de cartografía más avanzada en el siglo XVI. Dos de los mejores navegantes de Francia, Michel le Vasseur y su hermano Thomas le Vasseur, vivían en Dieppe cuando fueron reclutados para unirse a la expedición de René Goulaine de Laudonnière que partió de Le Havre hacia Florida el 20 de abril de 1564. De la expedición resultó la construcción de Fort Caroline, la primera colonia francesa en el Nuevo Mundo. De otra expedición, dos años antes, donde Goulaine de Laudonnière estaba bajo el mando de Jean Ribault, un capitán hugonote local, había resultado la fundación de Charlesfort (Parris Island) abandonada en 1563 y reconstruido por los españoles en 1566. Dieppe fue el primer puerto del reino en el siglo XVII. El 23 de julio de 1632, partieron de Dieppe 300 colonos que se dirigían a Nueva Francia. En la Revocación del Edicto de Nantes en 1685, Dieppe perdió a 3000 de sus ciudadanos hugonotes, que huyeron al extranjero.
Dieppe fue un objetivo importante en tiempos de guerra; la ciudad fue destruida en gran parte por un bombardeo naval anglo-holandés en 1694. Fue reconstruida después de 1696 en un estilo clásico francés tradicional por Ventabren, un arquitecto, que le dio su característica única para un puerto marítimo. Volviendo del exilio, María Teresa de Francia desembarcó en su puerto el 25 de julio de 1815. Se popularizó como un balneario después de la visita de 1824 de la viuda duquesa de Berry, nuera de Carlos X. Ella alentó la construcción del teatro municipal recientemente renovado, el Petit-Théâtre (1825), asociado particularmente con Camille Saint-Saëns.
Durante el siglo XIX, Dieppe se hizo popular entre los artistas ingleses como un lugar de playa. Figuras literarias prominentes como Arthur Symons amaban mantenerse allí al día con las últimas modas de la vanguardista Francia, y durante "la temporada" a veces se quedaban semanas enteras.

### Dieppe en la Segunda Guerra Mundial
Dieppe fue ocupada por las fuerzas navales y militares alemanas después de la caída de Francia en 1940. Para permitir una mejor defensa de la costa contra un posible desembarco aliado, los alemanes destruyeron el casino mauresque que se encontraba cerca de la zona de la playa. La destrucción del casino solo había comenzado en el momento de la incursión de Dieppe.
La batalla de Dieppe en la Segunda Guerra Mundial fue una batalla costosa para los aliados. El 19 de agosto de 1942, soldados aliados, principalmente provenientes de la 2.ª División de Infantería Canadiense, desembarcaron en Dieppe con la esperanza de ocupar la ciudad por un corto tiempo, obteniendo inteligencia y atrayendo a la Luftwaffe a una batalla abierta. Los aliados sufrieron más de 1400 muertes, 907 canadienses y 1.946 soldados canadienses fueron capturados: más prisioneros que el ejército perdió en los 11 meses de la campaña del Frente Occidental de 1944-45 en Europa. Sin embargo, no se lograron objetivos importantes sobre el terreno; en el aire, se realizó un objetivo principal de atraer a las fuerzas aéreas alemanas a la batalla abierta.
Soldados franceses de la región, capturados en los combates de 1940, fueron devueltos a la zona después del ataque de Dieppe como reembolso por las autoridades de ocupación alemanas, que consideraban que la conducta de los civiles franceses en Dieppe había sido correcta y no había obstaculizado la defensa del puerto durante la batalla.
El puerto permaneció guarnecido por las fuerzas alemanas hasta la conclusión de la batalla de Normandía. Cuando el primer ejército canadiense se acercó a fines de agosto, la guarnición se retiró, no deseando entrar en batalla por el puerto.
Dieppe fue liberado el 1 de septiembre de 1944, por soldados de la 2.ª División de Infantería canadiense. El 3 de septiembre, toda la división hizo una pausa para la reorganización, y se llevó a cabo un desfile de la victoria; contingentes que representaban a todas las unidades principales de la 2.ª División marcharon de diez en fondo detrás de las secciones de gaitas y tambores de los regimientos "highlander" de la división. Se celebró un servicio conmemorativo en el cercano cementerio militar canadiense para honrar a los muertos en el asedio de Dieppe.

## Demografía
| 25 000 | 20 000 | 18 248 | 16 664 | 16 443 | 16 820 | 16 844 | 17 669 | 19 231 | 20 187 | 19 946 | 19 002 | 20 333 | 22 003 | 23 050 | 22 771 | 22 439 | 22 839 | 23 629 | 23 973 | 24 402 | 24 945 | 25 117 | 25 560 | 21 770 | 26 427 | 30 013 | 30 016 | 39 466 | 35 957 | 35 894 | 34 653 | 33 375 |
| Para los censos de 1962 a 1999 la población legal corresponde a la población sin duplicidades (Fuente: INSEE [Consultar]) |        |        |        |        |        |        |        |        |        |        |        |        |        |        |        |        |        |        |        |        |        |        |        |        |        |        |        |        |        |        |        |        |

### Comuna asociada
Incluye la commune associée de Neuville-lès-Dieppe, llamada Neuville hasta 1906, que incorporó en 1979.
| 432 | 498 | 470 | 559 | 571 | 535 | 600 | 614 | 652 | 726 | 885 | 1177 | 1309 | 1425 | 1852 | 2136 | 2216 | 2403 | 2554 | 2824 | 2972 | 3267 | 3831 | 4788 | 4803 | 5457 | 6723 | 9009 | ... | ... | ... | ... | 10 711 |
| Para los censos de 1962 a 1999 la población legal corresponde a la población sin duplicidades (Fuente: INSEE [Consultar]) |     |     |     |     |     |     |     |     |     |     |      |      |      |      |      |      |      |      |      |      |      |      |      |      |      |      |      |     |     |     |     |        |

## Cultura

### Monumentos

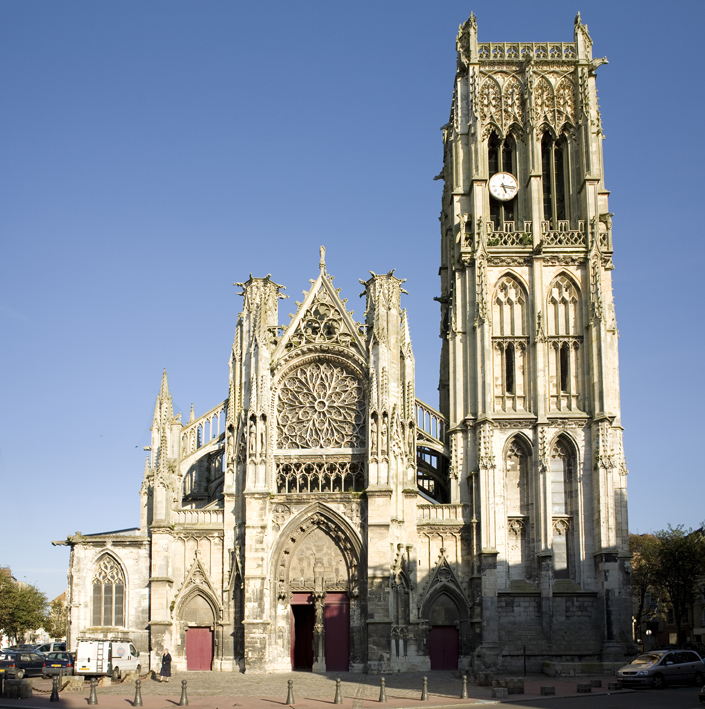
iglesia Saint Jacques (siglos a)

Dieppe ha recibido la etiqueta «ville d'art et d'histoire».
- El château de Dieppe: un premier «château» debió exister en el siglo XII en la época de Philippe Auguste. La construcción del actual castillo se inició en 1443 por iniciativa de Charles Des Marets. La torre oeste puede datar del siglo XIV. Verdadera fortaleza, presenta ahora una arquitectura muy compuesta; el sílex y el gres fueron a menudo reelaborados. Se añadió un bastión en ladrillo y varias edificaciones. Albergaba hasta 1923 los cuarteles Ruffin.

- El castillo de Dieppe alberga ahora el museo de Dieppe, donde se puede admirar una de las colecciones de marfil tallado más grandes y más bellas de Europa (crucifijos, rosarios, estatuillas, abanicos, tabaqueras...), obras del pintor Georges Braque, mobiliario de salón del pianista Camille Saint-Saëns y exposiciones temporales.

- La iglesia Saint-Rémy (siglos XVI-XVII): dominando una plaza del mismo nombre, que tiene fama de ser una de las iglesias más bellas de la región. Influencias de la Contrarreforma. Órganos Parizot.
- La iglesia Saint Jacques (siglos XII a XVI) reflejo de los estilos gótico flamígero y renacentista.

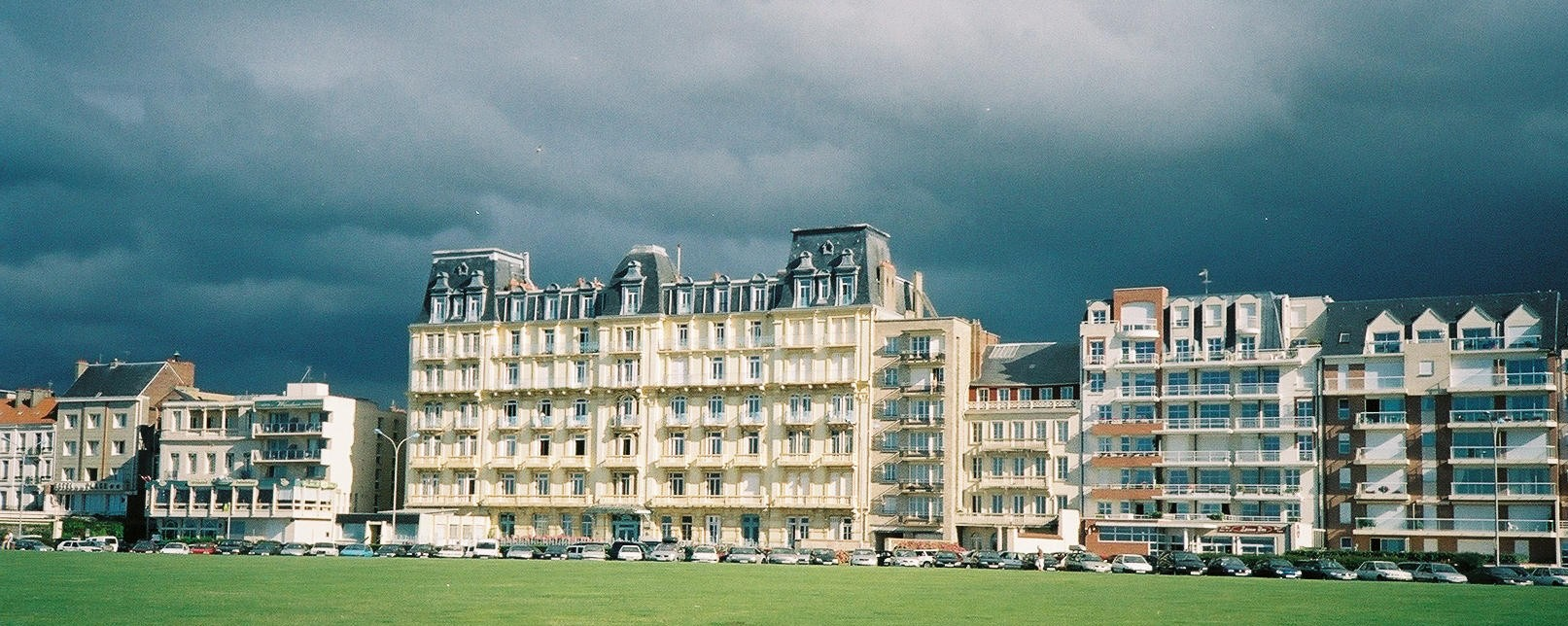
Frente de mar, boulevard de Verdun
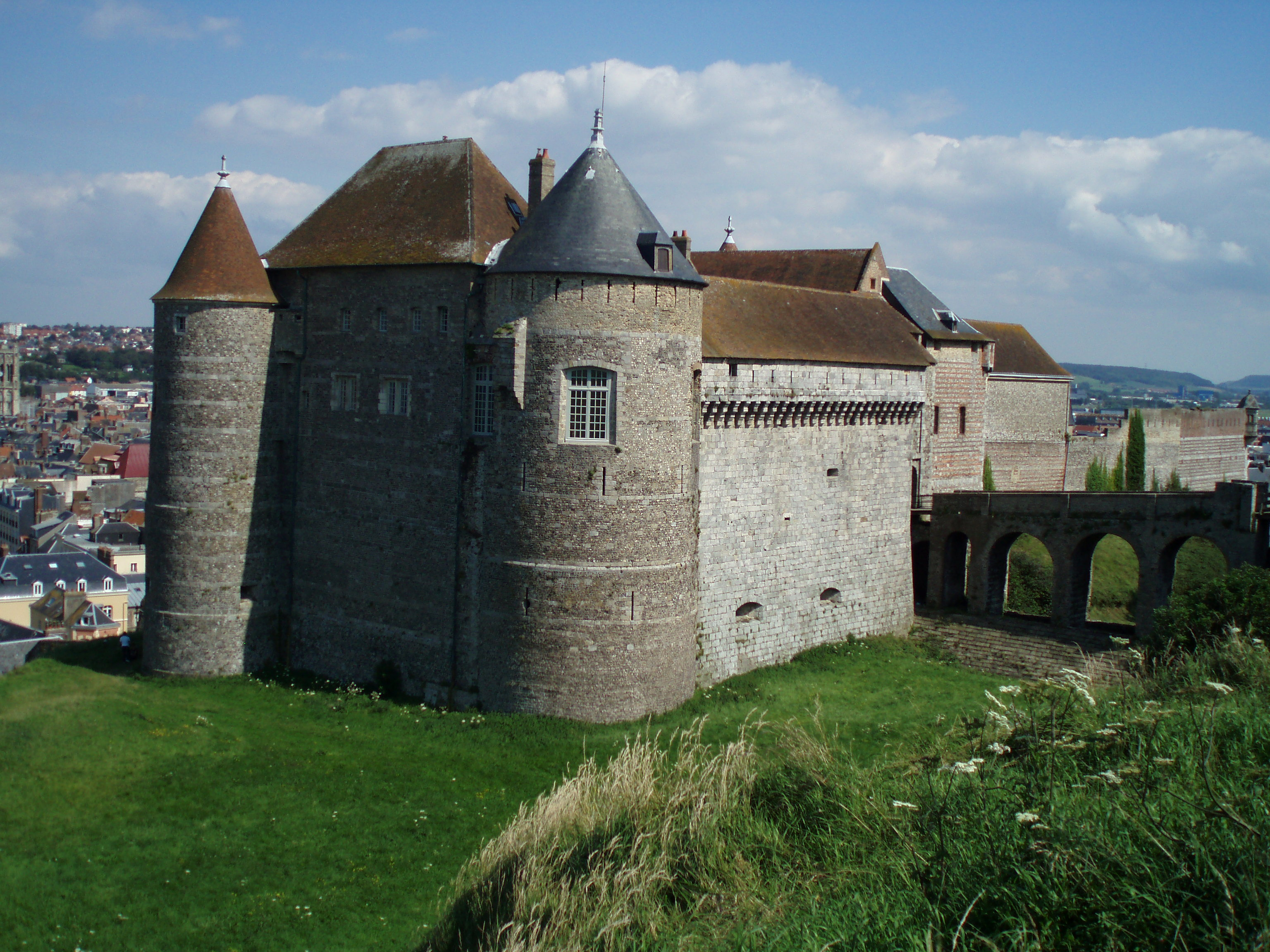
Château de Dieppe
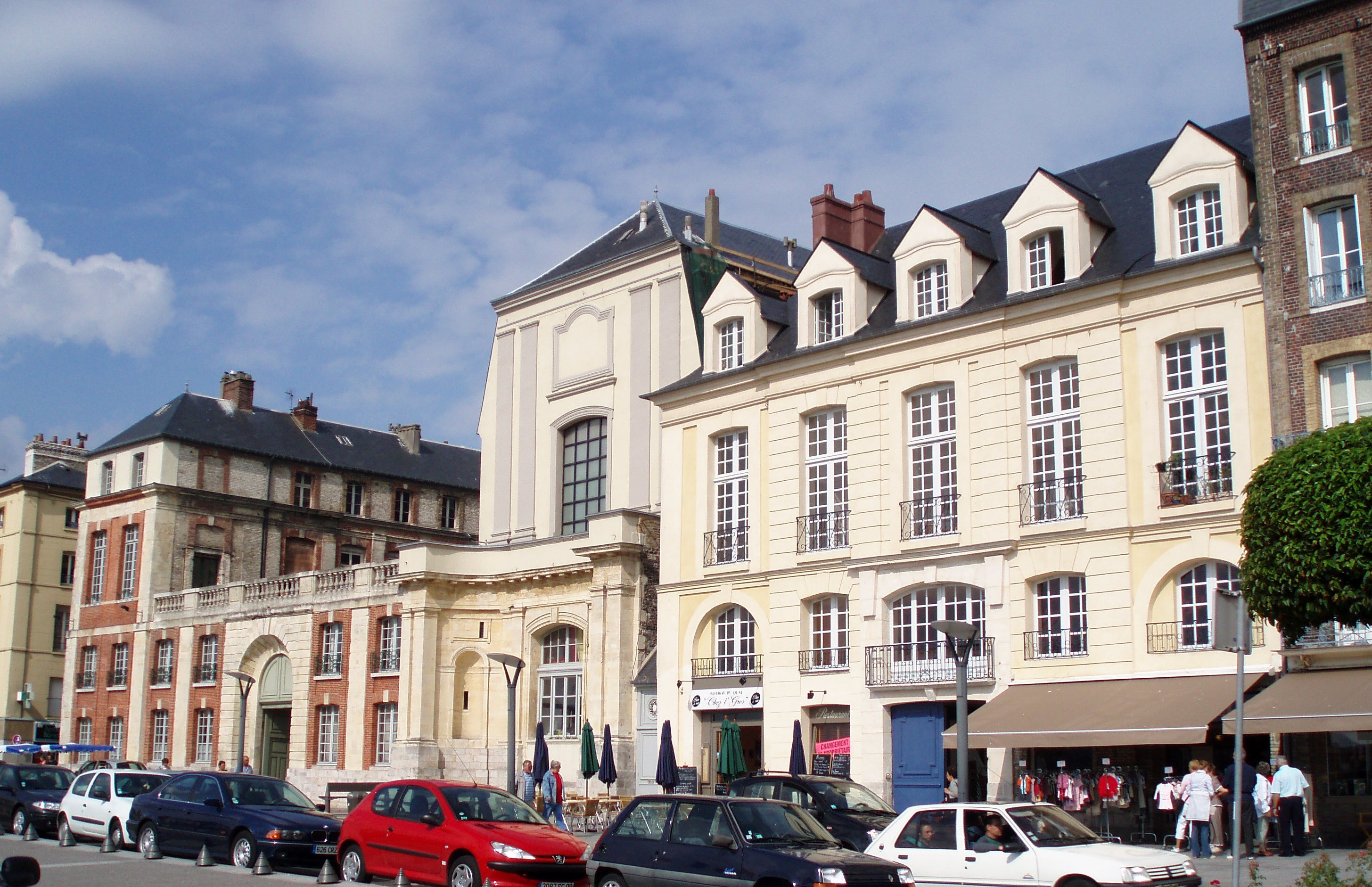
Collège des oratoriens y antiguo hôtel de la Vicomté, quai Henri-IV
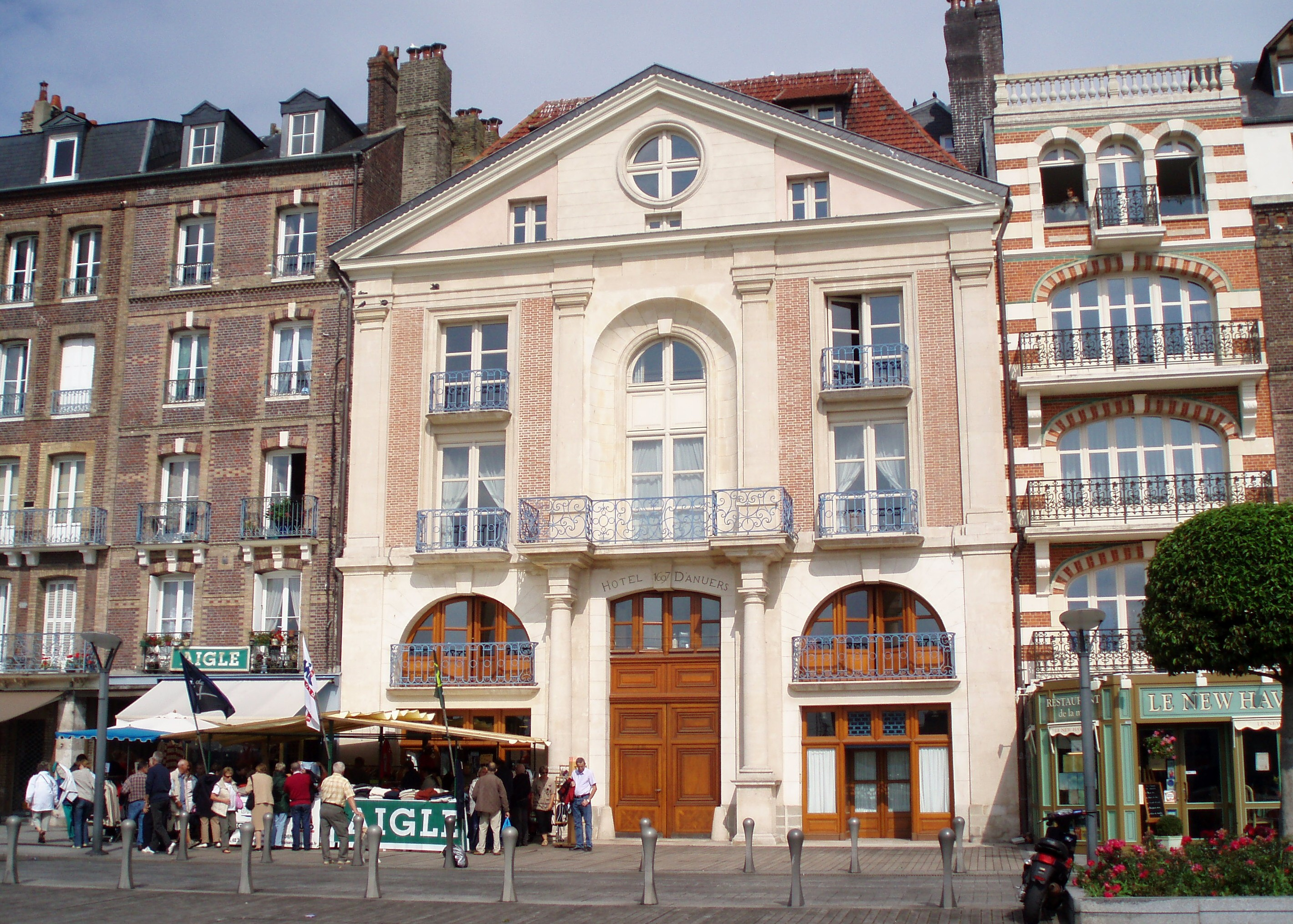
Antiguo hôtel de Anvers, quai Henri-IV
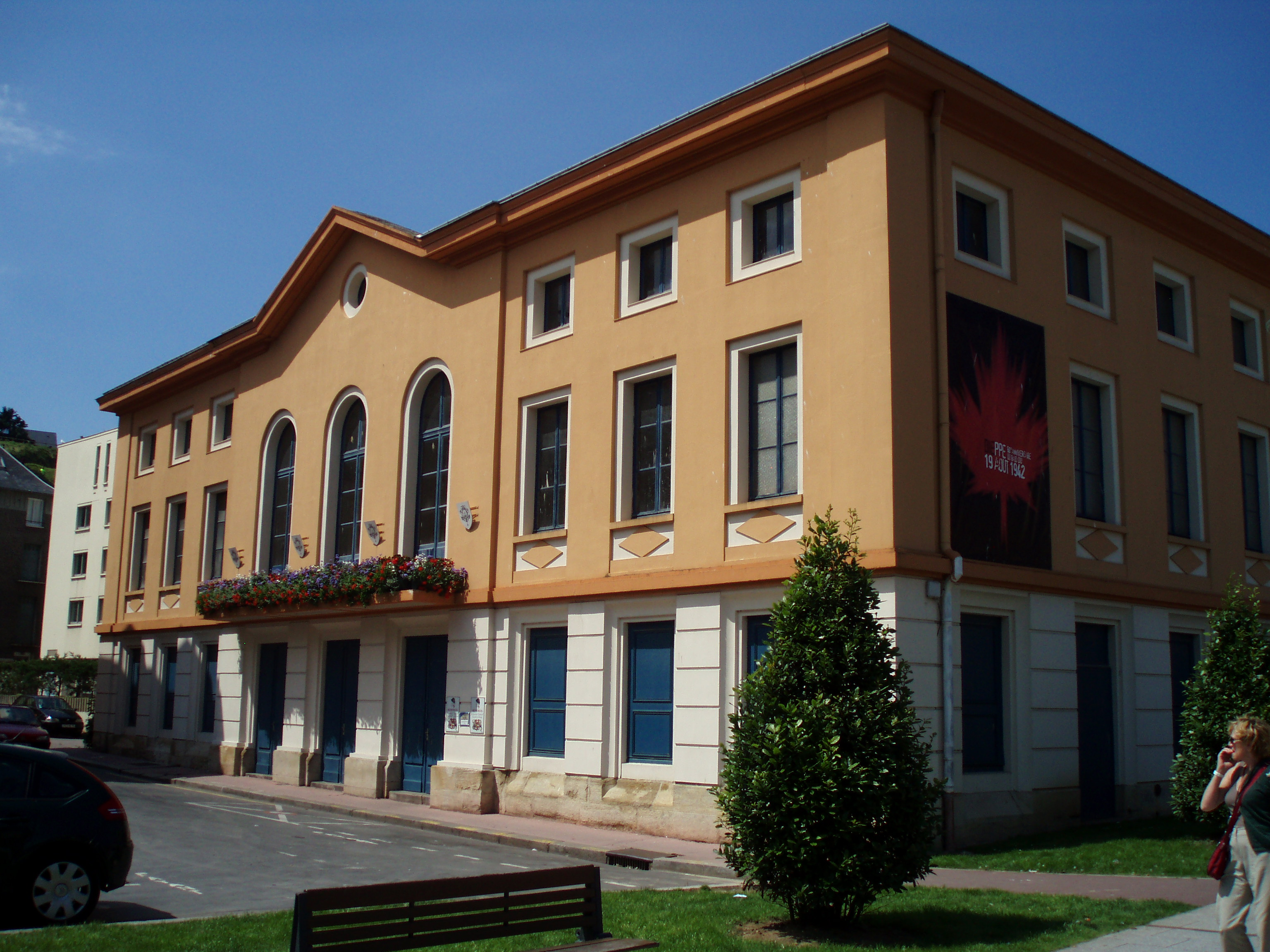
El pequeño teatro municipal, reabierto en 2002
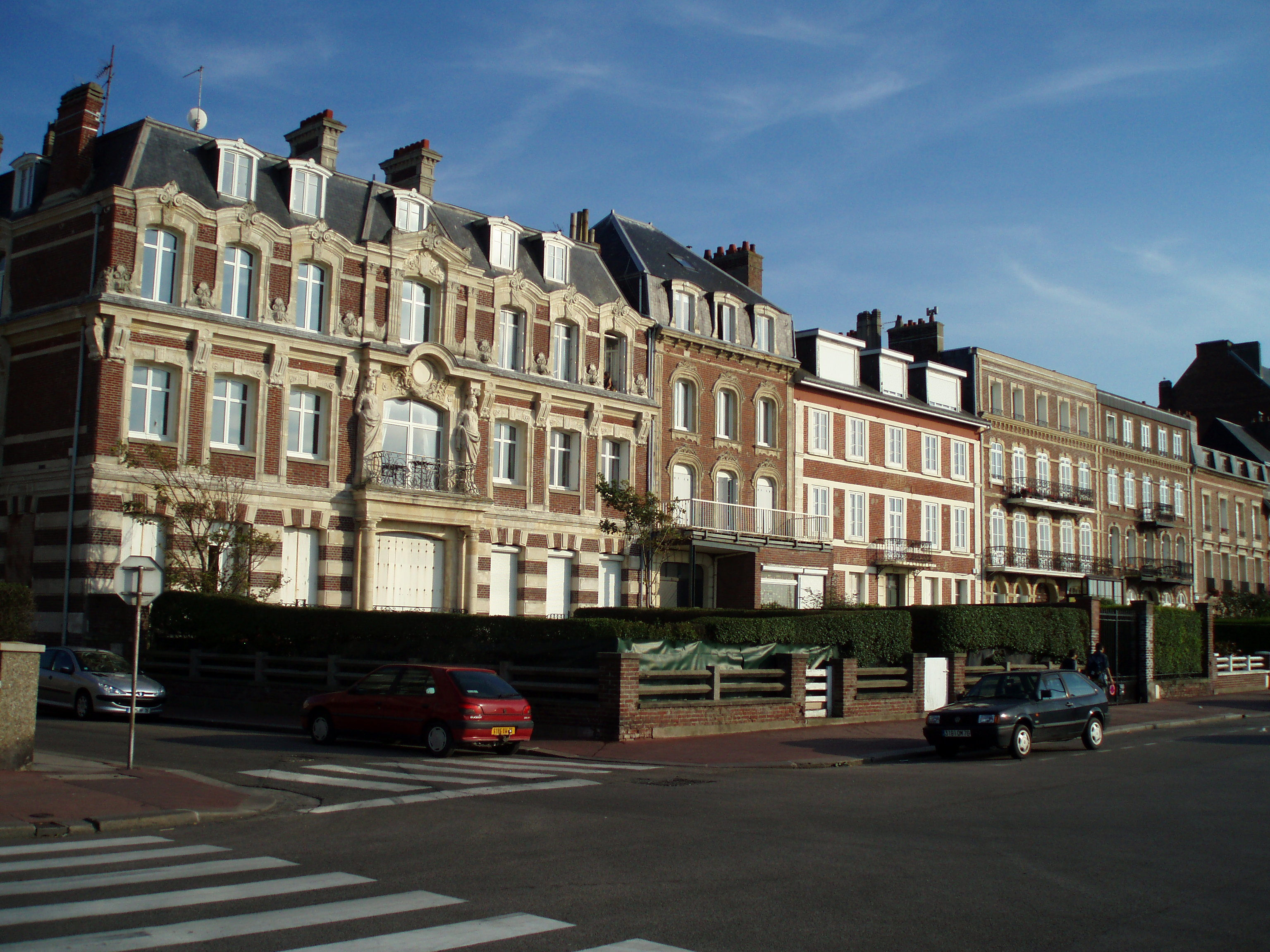
Las casas Second Empire del boulevard de Verdun
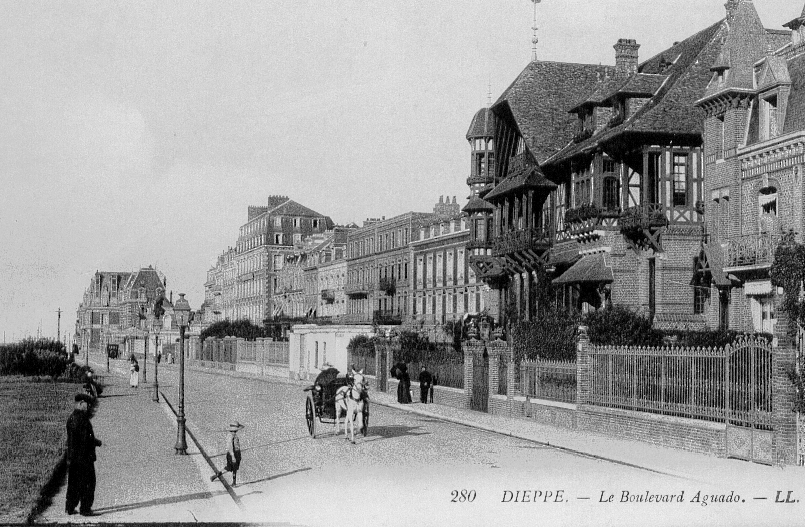
Rue Aguado ca 1905
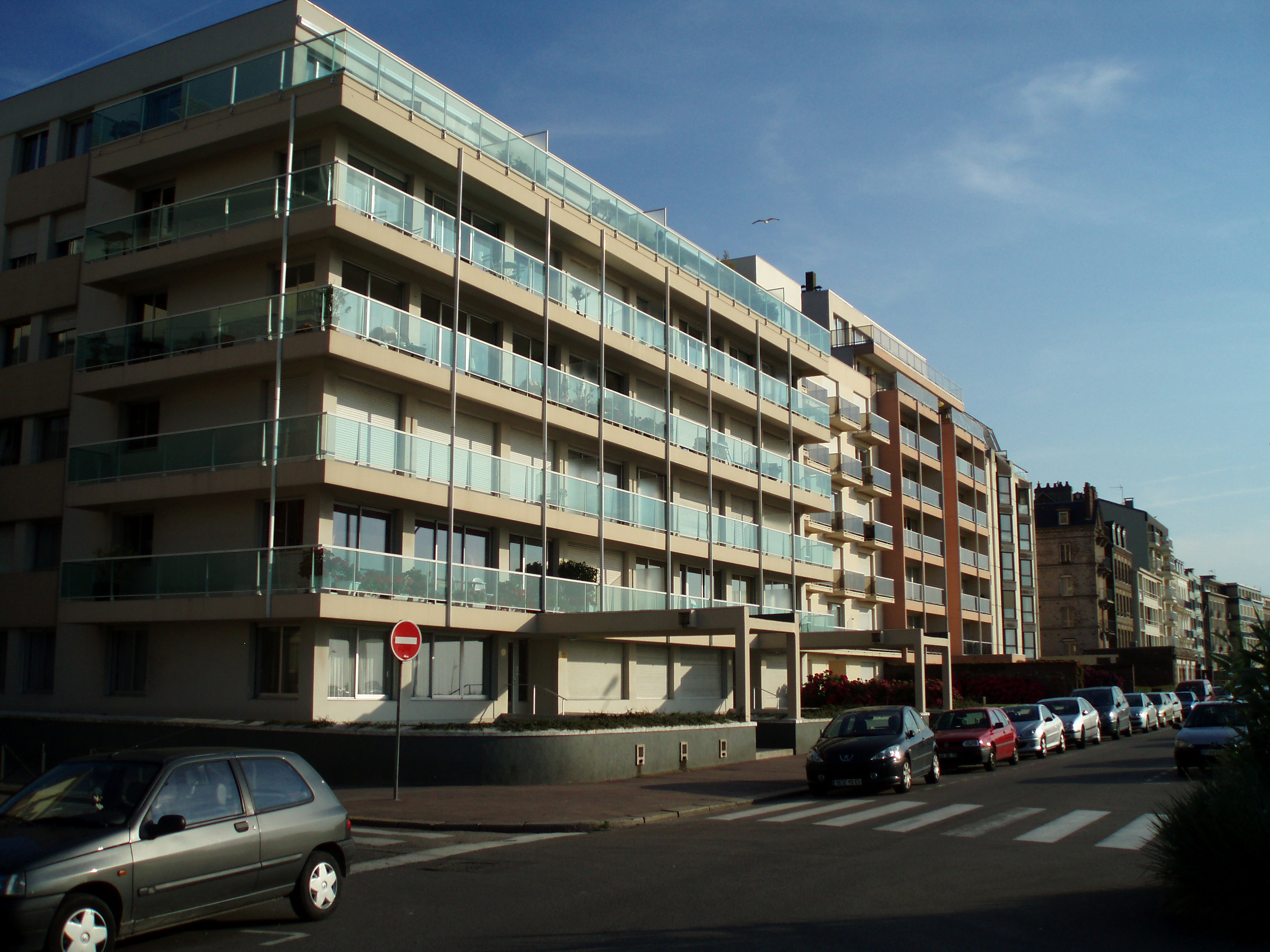
Arquitectura de los años 1970 en la rue Aguado
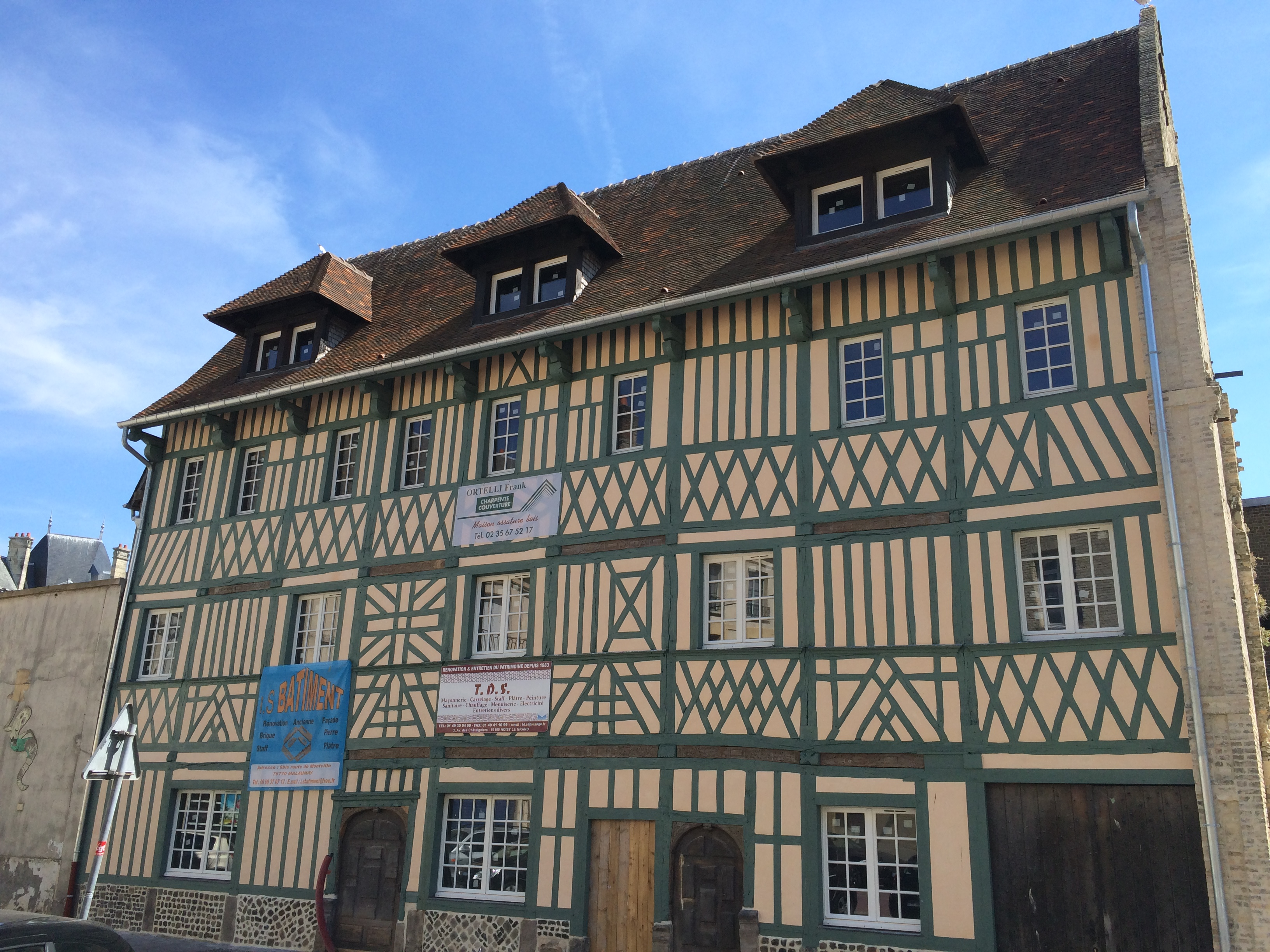
Maison Miffant, maison à colombage del siglo XVII, rue d’Écosse
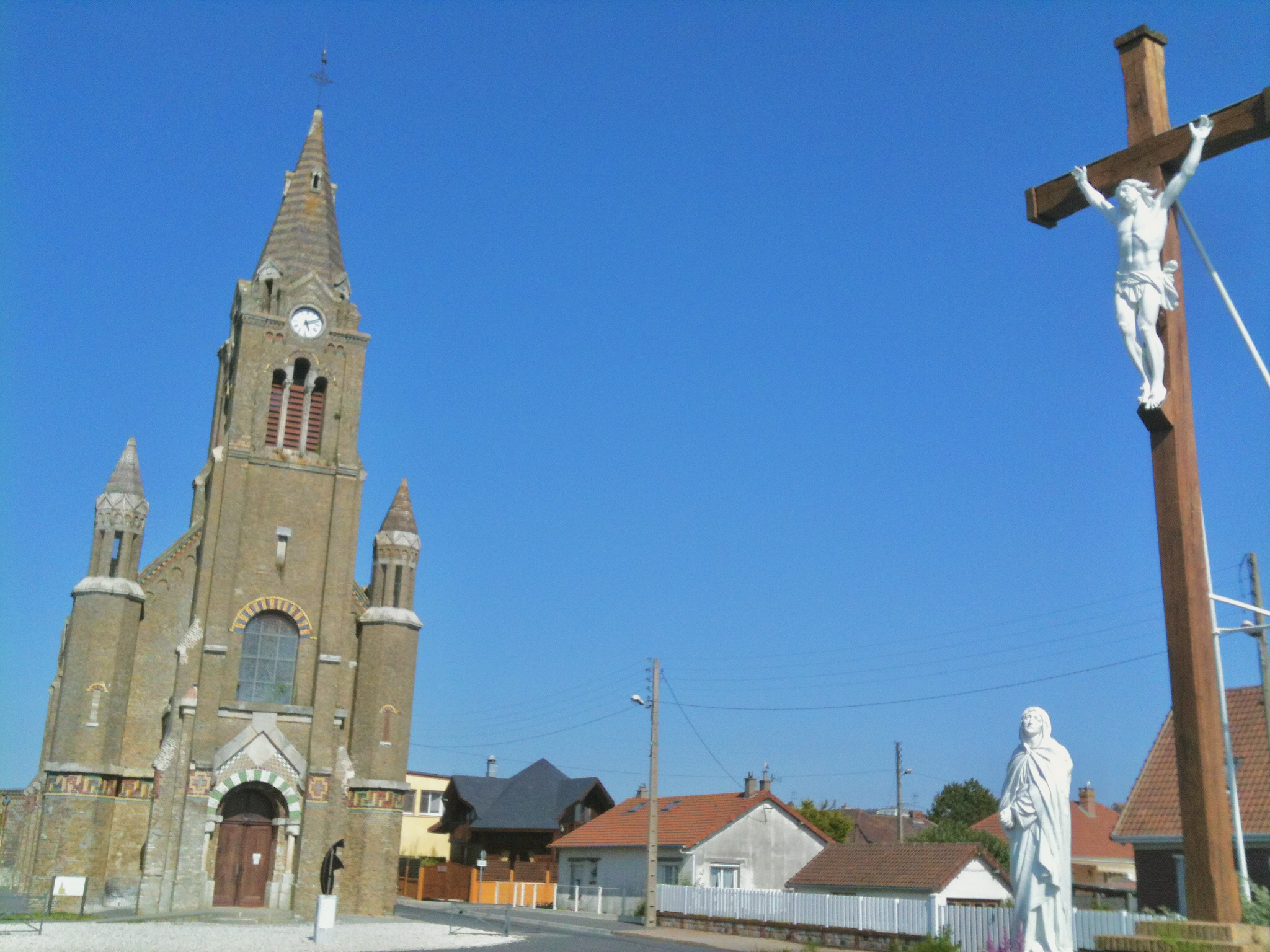
La iglesia Notre-Dame-de-Bon-Secours (1876)

## Personalidades
- Charles Racine (1859-1935), paisajista de destacada actuación en Montevideo.
- Louis-Victor de Broglie (1892-1987): Físico teórico

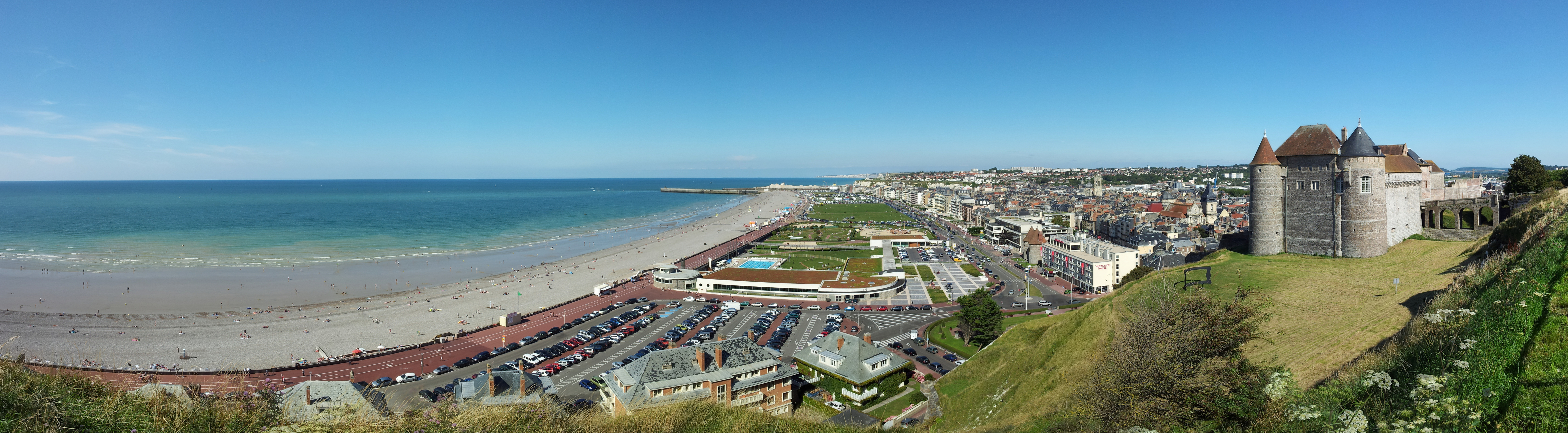
Dieppe.